# Михайлівка (Хрестівська міська громада)
Миха́йлівка — село Хрестівської міської громади Горлівського району Донецької області, Україна. Населення становить 653 осіб.

## Загальні відомості
Відстань до райцентру становить близько 16 км і проходить автошляхом місцевого значення.
Землі села межують із територією м. Хрестівка та смт Стіжківське Шахтарської міської ради Донецької області.
Унаслідок російської військової агресії Михайлівка перебуває на тимчасово окупованій території.

## Населення

### Мова
Розподіл населення за рідною мовою за даними перепису 2001 року:
| Мова       | Кількість | Відсоток |
| ---------- | --------- | -------- |
| українська | 366       | 56.05%   |
| російська  | 286       | 43.80%   |
| білоруська | 1         | 0.15%    |
| Усього     | 653       | 100%     |